# NRJ Music Awards
NRJ Music Awards är en fransk årlig ceremoni för utdelning av musikpriser. Den har hållits varje år i januari sedan den skapades år 2000 av NRJ i samarbete med TF1. 
Bland kategorierna som det delas ut priser i finns "årets nya artist", "årets manliga artist", "årets kvinnliga artist", "årets sång", "årets album" och "årets musikgrupp". I varje av dessa kategorier ges två priser ut, ett för franska artister och ett för internationella artister. Priset för "årets album" har inte alltid givits ut de senaste åren. Det finns även ett pris för "årets musikvideo". Det priset gavs tidigare endast till franska artister men ges numera endast till internationella artisters videor. Några priser som inte finns längre är "årets konsert" och "årets webbplats". 
Inför varje prisutdelning väljs fem nominerade ut och allmänheten kan under en period rösta på internet för vinnaren i varje priskategori. Valet av vinnare i varje kategori består av 75% röster och 25% jury.